# Grebenhain
Grebenhain är en kommun och ort i Vogelsbergkreis i Regierungsbezirk Gießen i förbundslandet Hessen i Tyskland. 
Kommunen bildades 31 december 1971 genom en sammanslagning av de tidigare kommunerna Kommunen bildades 1 januari 2008 genom en sammanslagning av de tidigare kommunerna [Bannerod, Bermuthshain, Crainfeld, Grebenhain, Hartmannshain, Herchenhain, Ilbeshausen, Metzlos, Nösberts-Weidmoos, Vaitshain och Volkartshain i den nya kommunen Grebenhain'..